# Lienardia cremonilla
Lienardia cremonilla é uma espécie de gastrópode do gênero Lienardia, pertencente a família Clathurellidae.